# Goethe-Wörterbuch
Das Goethe-Wörterbuch ist ein Bedeutungswörterbuch, das den gesamten Wortschatz Johann Wolfgang von Goethes wiedergibt. Es enthält rund 93.000 Stichwörter in alphabetischer Anordnung und in systematisch nach Gebrauchsweisen gegliederten Wortartikeln. Es dient als Instrument der Sprachwissenschaft und Goethe-Philologie sowie als Informationsquelle für Wissenschaftsgeschichte, Kulturgeschichte, Begriffsgeschichte und Ideengeschichte. Herausgeber des Goethe-Wörterbuchs sind die Berlin-Brandenburgische Akademie der Wissenschaften, die Akademie der Wissenschaften zu Göttingen und die Heidelberger Akademie der Wissenschaften. Es wird gefördert durch das Akademienprogramm von Bund und Ländern.

## Gegenstand

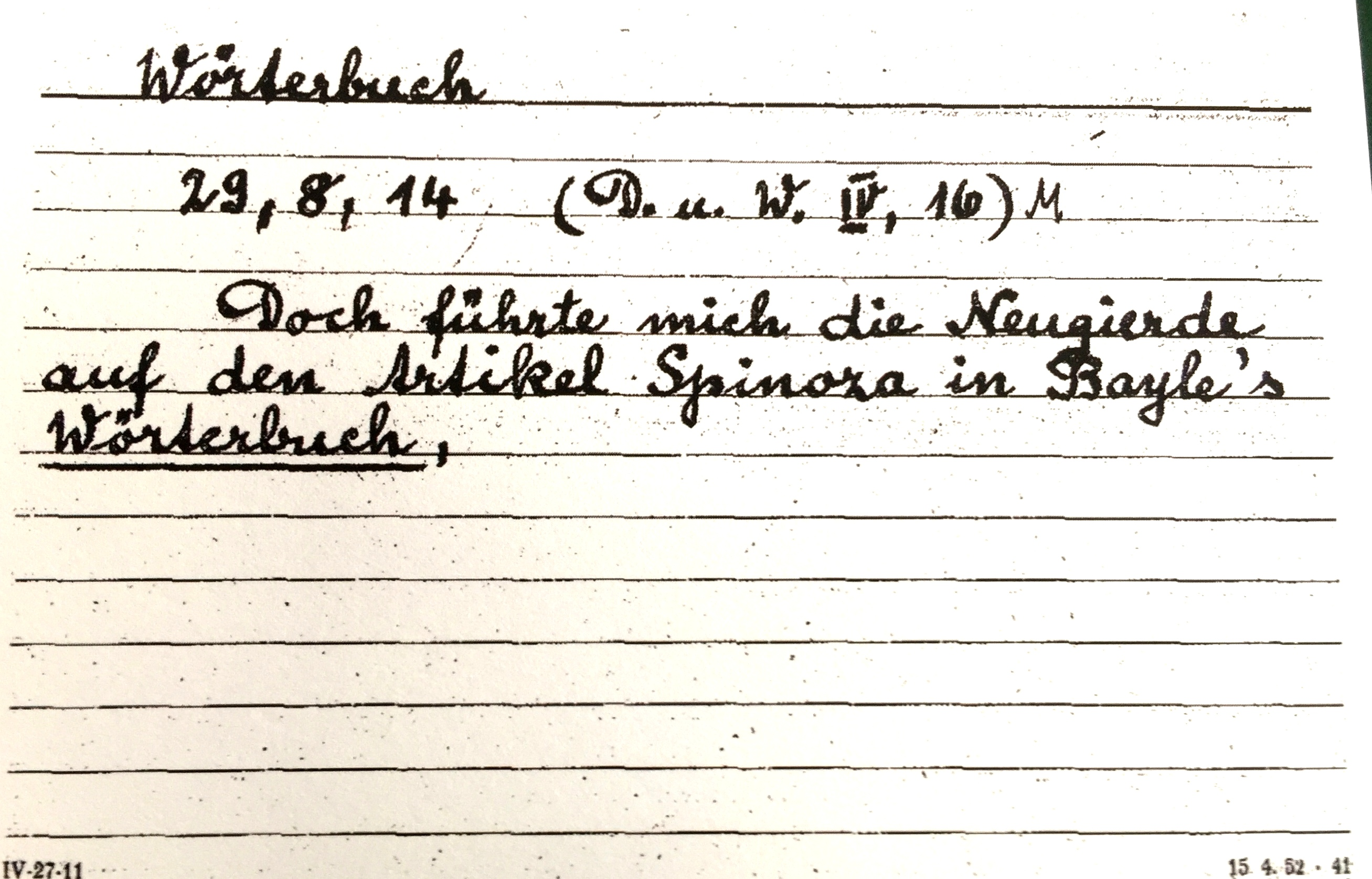

Mit seinem rund 93.000 Wörter umfassenden Wortschatz gilt Goethe nicht nur als der wortmächtigste deutsche Autor seiner Zeit, seine Sprachwelt wurde auch am besten dokumentiert überliefert. Dem Wörterbuch liegt ein Archiv von rund 3,5 Millionen Textbelegen (von A bis zypresseragend) zugrunde, die nicht nur aus seinem literarischen Werk, sondern unter anderem auch aus zahllosen Briefen, Tagebüchern, naturwissenschaftlichen Schriften und amtlichen Schriften stammen. Belegt sind darin nicht nur Goethes vielfältige Alltags- und Dichtersprache, sondern auch sein umfangreicher fachsprachlicher Wortschatz (von Anatomie, Botanik und Chemie über Geologie, Mineralogie und Optik bis zu Verwaltungswissenschaft, Zivilrecht und Zoologie).
Die Goethesprache repräsentiert in hohem Maße die allgemeine Zeitsprache des späten 18. und frühen 19. Jahrhunderts. Diese Zeitspanne gilt als Formationsepoche der modernen deutschen Sprache.

## Geschichte
Das Goethe-Wörterbuch wurde am 12. Dezember 1946 durch eine Denkschrift des klassischen Philologen und Goethe-Forschers Wolfgang Schadewaldt an der damaligen Deutschen Akademie der Wissenschaften zu Berlin begründet. Schadewaldt wies darin auf die Bedeutung Goethes für die deutsche Sprache und Kultur ebenso wie für verschiedene Wissenschaften hin. Das Vorhaben ging unter anderem auf Vorarbeiten Otto Pniowers zurück.
1947 eröffnete die erste Arbeitsstelle in Berlin, ihr folgten eine Außenstelle in Leipzig sowie zwei selbständige weitere Arbeitsstellen in Hamburg und in Tübingen. Finanziert wurden die Arbeitsstellen in der Anfangsphase vor allem von der Deutschen Forschungsgemeinschaft (DFG) sowie von der Fritz-Thyssen-Stiftung. Die Drucklegung wurde dem Stuttgarter Kohlhammer Verlag übertragen.
Als Textgrundlage des Wörterbuchs wurde die 143 Bände umfassende Weimarer Sophienausgabe (1887–1919) gewählt, die zusätzlich durch andere Editionen ergänzt wird. Nachdem die Belegarchive und die Materialsammlungen Mitte der 1960er Jahre im Wesentlichen abgeschlossen werden konnten, begann ab 1965 die eigentliche Artikelarbeit. Die erste Lieferung zum ersten Band erschien 1966.

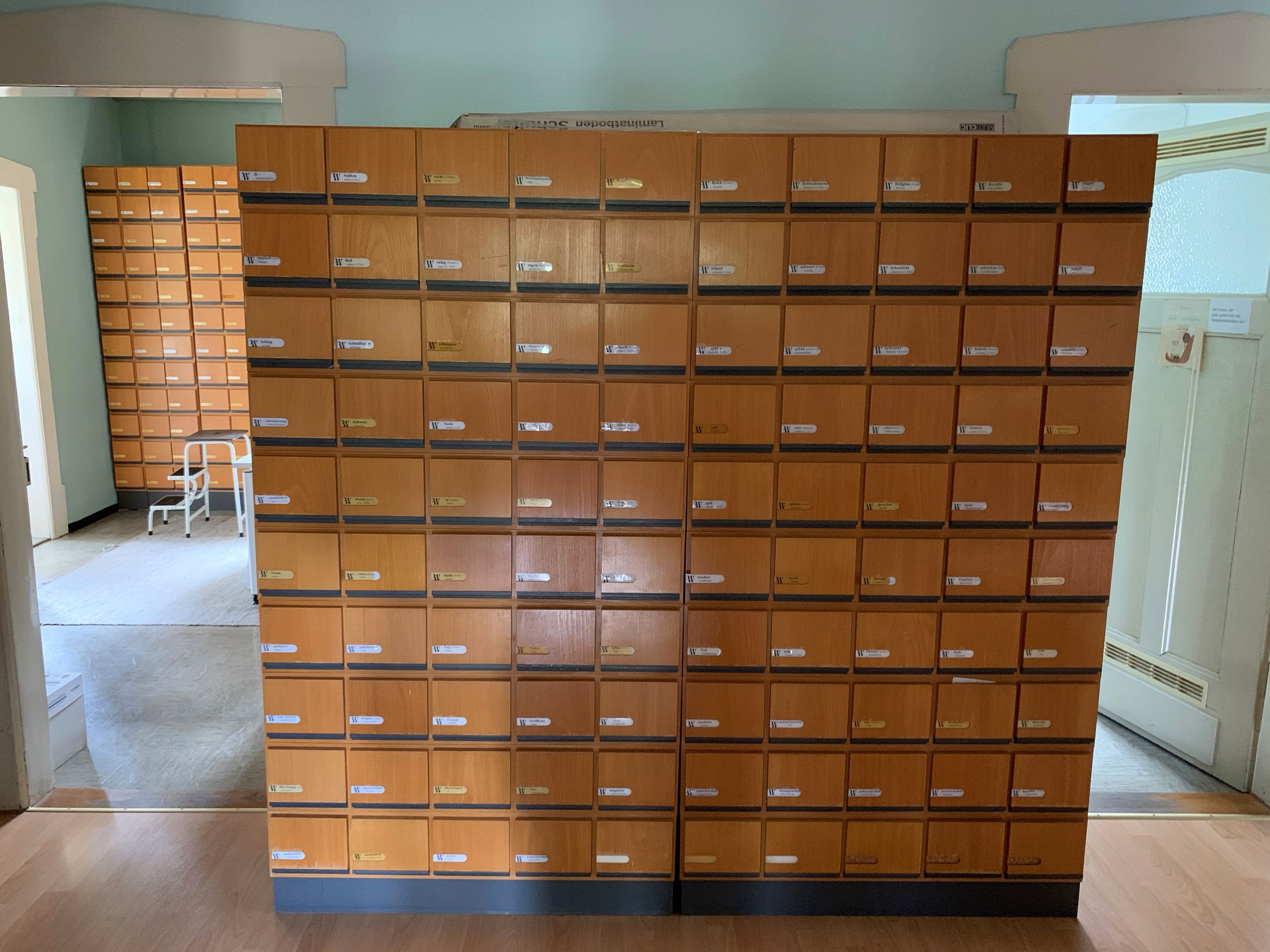
Teile des Belegarchivs der Arbeitsstelle Tübingen des Goethe-Wörterbuchs

Durch die deutsche Teilung kam es in den folgenden Jahren jedoch zu einer erheblichen Beeinträchtigung der Zusammenarbeit zwischen den westdeutschen und ostdeutschen Arbeitsstellen. Begleitpublikationen der ostdeutschen Mitarbeiter zum Unternehmen waren bis in die 80er Jahre hinein nicht gestattet. Es entwickelte sich jedoch ein schriftlicher Austausch zwischen den Arbeitsstellen, auch der turnusmäßige Wechsel der Redaktionsverantwortung wurde beibehalten. Nach der Wende und der positiven Evaluierung durch den Wissenschaftsrat und der Bestätigung durch die Konferenz der Akademien der Wissenschaften 1990/91 wurde eine neue aufbauende Phase eingeleitet. Seit 1998 besteht als Leitungsgremium eine gemeinsame Kommission der drei Akademien (Berlin-Brandenburgische Akademie der Wissenschaften, Akademie der Wissenschaften zu Göttingen, Heidelberger Akademie der Wissenschaften).
2004 begann die Digitalisierung der ersten Bände und ihre Publikation im Internet in einem von der DFG finanzierten Projekt am Kompetenzzentrum für elektronische Erschließungs- und Publikationsverfahren in den Geisteswissenschaften an der Universität Trier. Inzwischen sind die ersten sechs Bände online zugänglich.
Die Fertigstellung des Goethe-Wörterbuchs ist im Jahr 2029 angestrebt. Derzeit liegen sieben abgeschlossene Bände in der Druckfassung vor, die lexikographische Bearbeitung befindet sich aktuell im Buchstabenbereich U/V/W/X/Y/Z (Stand: April:2024).

## Bibliographische Angaben
- Goethe-Wörterbuch. Band 1: A – azurn. Kohlhammer, Stuttgart 1978, ISBN 3-17-004980-1.
- Goethe-Wörterbuch. Band 2: B – einweisen. Kohlhammer, Stuttgart 1989, ISBN 3-17-010270-2.
- Goethe-Wörterbuch. Band 3: Einwenden – Gesäusel. Kohlhammer, Stuttgart 1998, ISBN 3-17-015293-9.
- Goethe-Wörterbuch. Band 4: Geschäft – inhaftieren. Kohlhammer, Stuttgart 2004, ISBN 3-17-018488-1.
- Goethe-Wörterbuch. Band 5: Inhalt – Medizinalaufwand. Kohlhammer, Stuttgart 2011, ISBN 978-3-17-019184-6.
- Goethe-Wörterbuch. Band 6: Medizinalausgabe – Promenade. Kohlhammer, Stuttgart 2018, ISBN 978-3-17-022378-3.
- Goethe-Wörterbuch. Band 7: Promenadentag-2sie. Kohlhammer, Stuttgart 2023, ISBN 978-3-17-043874-3